# Samsung Galaxy M22
Samsung Galaxy M22 — смартфон среднего класса производства Samsung, входящий в серию Samsung Galaxy M. Этот телефон анонсирован 14 сентября 2021 года.

## Технические характеристики

### Характеристики
Galaxy M22 — это смартфон в форм-факторе «моноблок», размеры которого составляют 159,9 × 74 × 8,4 мм, а вес — 186 грамм.
Устройство оснащено модулями GSM, HSPA, LTE, двухдиапазонным Wi-Fi 802.11 a/b/g/n/ac с поддержкой Wi-Fi Direct и точки доступа, Bluetooth 5.0 с A2DP и LE, GPS с A-GPS, BeiDou, GALILEO и ГЛОНАСС и NFC. Есть поддержка Dolby Atmos. Он оснащен портом USB-C 2.0 и аудиовходом 3,5 мм.
Он оснащен емкостным сенсорным экраном Super AMOLED Infinity-U диагональю 6,4 дюйма , закругленными углами и разрешением HD+ 720 × 1600 пикселей с максимальной частотой обновления 90 Гц.
Литий-полимерный аккумулятор емкостью 5000 мАч не снимается пользователем. Он поддерживает быструю зарядку на 25 Вт.
Чипсет представляет собой MediaTek Helio G80 с восьмиъядерным процессором (2 ядра по 2 ГГц + 6 ядер по 1,8 ГГц). Внутренняя память типа eMMC 5.1 составляет 128 ГБ (с возможностью расширения с помощью microSD до 1 ТБ), а объем оперативной памяти составляет 4 ГБ.
Задняя камера имеет 48- мегапиксельный основной датчик с апертурой f/2.0, сверхширокоугольный датчик 8 МП, датчик глубины 2 МП и макросенсор 2 МП, автофокус PDAF, режим HDR и светодиодную вспышку, способную записи до Full HD видео со скоростью 30 кадров в секунду, в то время как фронтальная камера одинарная 13 МП, с поддержкой HDR и максимальной записью видео Full HD при 30 кадрах в секунду.

### Программное обеспечение
Операционная система — Android 11 с пользовательским интерфейсом One UI Core 3.1.

## Выпуск
Устройство было представлено 14 сентября 2021 года. Он доступен после презентации на веб-сайте Samsung в Германии.